# V343 Большого Пса
V343 Большого Пса (лат. V343 Canis Majoris) — одиночная переменная звезда в созвездии Большого Пса на расстоянии приблизительно 4369 световых лет (около 1340 парсеков) от Солнца. Видимая звёздная величина звезды — от +12,5m до +11,4m.

## Характеристики
V343 Большого Пса — красный гигант, пульсирующая полуправильная переменная звезда типа SRB (SRB) спектрального класса M7III или M7.